# Marin de Montchenu
Marin de Montchenu (1498-1543), baron de Montchenu, seigneur de Chaumont (pays de Vuache) et de Guercheville, est un ambassadeur et premier maître d’hôtel du roi François Ier.

## Biographie
Marin de Montchenu naquit dans les années 1490. Il est issu d'une famille originaire du Dauphiné, dont une branche implantée en Genevois servait depuis longtemps les rois de France. À Amboise, alors que Louis XII n’a pas de fils survivant, Marin devient grâce à ses protecteurs l’un des compagnons d’enfance du futur François Ier de France : il est considéré à cette période, et par la suite, comme un de ses amis les plus désintéressés.
Dès 1509 (Bataille d'Agnadel), il guerroie en Italie. Il se trouve à Marignan (1515) et à Pavie (1525) où il commandait 12 000 lansquenets qu'il avait levés par ordre du Roi. À la suite de la défaite de Pavie, il accompagnera François Ier en captivité en Espagne.
À la cour de France il exerce de nombreuses fonctions : maître de chambre, maître d’hôtel,, maître des cérémonies… Il est directement subordonné au Grand Maître Anne de Montmorency. On le voit s’occuper des dépenses de bouche, certifier pour l’administration le prix de pièces de tissu, d’un achat de vaisselle d’argent… Il vérifie les travaux d’un charpentier au château de Saint-Germain.
François Ier l’envoie comme ambassadeur à Genève et à Berne. Il y mène des intrigues et recrute des soldats. Pour les payer il doit parfois hypothéquer ou vendre ses biens personnels.
Il fut chargé de mettre fin à la querelle entre le duc de Savoie et le comte de Genève. Le roi l’envoya devant le Parlement de Paris afin d’obtenir des subsides. En 1538 il inspecte la frontière picarde. 
En 1539, il est nommé sénéchal et gouverneur du Limousin,.
Il meurt en 1543 à Saint-Germain-en-Laye et est inhumé à la basilique de Saint-Denis,, ce qui est une rare prérogative. Marin de Montchenu ne figure pas dans le Journal historique de Dom Druon qui assista en 1793 à l'extraction des cercueils de Saint-Denis dont il donne la liste complète (voir BnF, cote FR 21252).

## Famille
Il épouse le 23 novembre 1509 au Château d'Amboise, Antoinette de Pontbriand, Dame de Nieul (en héritage de son premier mari Arnaud de Stuer) et de la Villatte, fille de François de Pontbriand.
Ils auront 3 filles : 
- Marie-Salomé de Montchenu dame de la Villatte, dame d’honneur de la reine Catherine de Médicis de 1552 à 1560, épouse de Claude d'Armand de Châteauvieux-Fromente, baron de Confolens par acquisition : leur fils Joachim de Châteauvieux est comte de Confolens en février/avril 1604[5],[3] ;
- Marie-Cléophas de Montchenu, dame de Nieul et de Guercheville, deuxième femme d'Antoine de Pons et mère d'Antoinette de Pons ;
- et Marie-Madeleine, mariée à son cousin Claude de Montchenu.

## Armes
Armes de Marin de Montchenu : de gueules à la bande engrêlée d’argent. 